# フェオドシヤ
フェオドシヤ（フェオドーシヤ；ウクライナ語:Феодосіяフェオドースィヤ；ロシア語:Феодосияフィアドースィヤ；クリミア・タタール語:Кефеケフェ）は、クリミア半島、黒海沿岸に位置する港湾都市。近隣の都市としては、約100キロメートル西にシンフェローポリ、110キロメートル南西にヤルタ、150キロメートル西にセヴァストーポリが位置している。

## 地名
古代ギリシャ人にはアルダブダ（Ardabda）と呼ばれた。中世にジェノヴァ人はこの地にカッファ（カファ、Capha）の町を建設し、トルコ人は町をケフェ（Kefe）と呼んだ。
オスマン帝国の統治下では、町はクチュク・スタンブル（Kuchuk Stambl）もしくはクリム・スタンブル（Krym Stambl）と呼ばれた。18世紀末、ロシア帝国によってテオドシア（Theodosia）に改称される。

## 歴史
紀元前6世紀ころ、ギリシャの植民市テオドシア（Θεοδoσία）として建設された。ギリシャの諸ポリスなどへ穀物を輸出する港（エンポリウム）として重要な役割を果たした。古代ギリシャの歴史家ヘロドトスは、スキタイ交易路の始点をこの地方に定めている。その後、ゲルマン民族の攻撃を受けて一旦荒廃した。
13世紀、第4回十字軍によって東ローマ帝国が一時的に滅亡したこともあり、地中海東部・黒海におけるイタリア商人の影響力が強まった。こうした中、1266年にジェノヴァによって植民地が建設され、町はカッファ（Kaffa カファ、Capha）と名付けられた。
オスマン帝国のメフメト2世は、1453年に東ローマ帝国を滅ぼした後、黒海の制海権掌握を図り遠征を行った。この際にカッファもオスマン帝国の支配下におかれた。
17世紀末より、モスクワ大公国・ロシア帝国が黒海沿岸へ本格的な南下政策を推進する。1783年、エカチェリーナ2世によって併合され、ロシアの支配下に入った。1802年に再びギリシャ語の旧名に戻されたが、発音はロシア語風にされ、フェオドシヤとなった。不凍港であるフェオドシヤは、ロシアにとって重要な拠点となる。
1917年のロシア革命後のロシア内戦では、白軍（白衛軍）やイギリス・フランスなどの干渉軍の支配下に置かれたが、同派が赤軍に敗れたことによりソビエト勢力の範疇に収められ、ロシア・ソビエト連邦社会主義共和国に組み込まれた。1922年にソ連が成立すると、フェオドシヤも連邦内の都市となった。
1954年2月19日には、クリミア州のウクライナ・ソビエト社会主義共和国への移譲に伴い、自治共和国内の他の都市とともにウクライナの都市となった。
20世紀末、ソビエト連邦の崩壊にともなって独立したウクライナの領土になった。現在の主な住人は、ロシア人、ウクライナ人、クリミア・タタール人である。
2014年に発生したウクライナ紛争でクリミア州ごとロシアの領土となった。2022年ロシアのウクライナ侵攻では、白兵戦が行われる最前線からは距離があったものの、
2023年12月26日、フェオドシヤ港に回航されていた黒海艦隊のロプーチャ級揚陸艦が巡航ミサイルによる攻撃を受けて炎上する出来事があった。

## 気候
| フェオドシヤの気候            | フェオドシヤの気候 | フェオドシヤの気候 | フェオドシヤの気候 | フェオドシヤの気候 | フェオドシヤの気候 | フェオドシヤの気候 | フェオドシヤの気候 | フェオドシヤの気候 | フェオドシヤの気候 | フェオドシヤの気候 | フェオドシヤの気候 | フェオドシヤの気候 | フェオドシヤの気候 |
| 月                            | 1月                | 2月                | 3月                | 4月                | 5月                | 6月                | 7月                | 8月                | 9月                | 10月               | 11月               | 12月               | 年                 |
| ----------------------------- | ------------------ | ------------------ | ------------------ | ------------------ | ------------------ | ------------------ | ------------------ | ------------------ | ------------------ | ------------------ | ------------------ | ------------------ | ------------------ |
| 最高気温記録 °C （°F）        | 19.1 (66.4)        | 18.6 (65.5)        | 27.1 (80.8)        | 27.5 (81.5)        | 31.9 (89.4)        | 35.4 (95.7)        | 37.9 (100.2)       | 38.1 (100.6)       | 33.3 (91.9)        | 29.0 (84.2)        | 26.9 (80.4)        | 21.8 (71.2)        | 38.1 (100.6)       |
| 平均最高気温 °C （°F）        | 4.7 (40.5)         | 5.1 (41.2)         | 8.5 (47.3)         | 14.6 (58.3)        | 20.6 (69.1)        | 25.7 (78.3)        | 29.1 (84.4)        | 28.7 (83.7)        | 23.2 (73.8)        | 17.0 (62.6)        | 10.8 (51.4)        | 6.5 (43.7)         | 16.2 (61.2)        |
| 日平均気温 °C （°F）          | 1.8 (35.2)         | 1.7 (35.1)         | 4.9 (40.8)         | 10.6 (51.1)        | 16.2 (61.2)        | 21.1 (70)          | 24.2 (75.6)        | 23.8 (74.8)        | 18.7 (65.7)        | 13.1 (55.6)        | 7.5 (45.5)         | 3.7 (38.7)         | 12.3 (54.1)        |
| 平均最低気温 °C （°F）        | −0.8 (30.6)        | −1.1 (30)          | 2.0 (35.6)         | 7.2 (45)           | 12.3 (54.1)        | 16.8 (62.2)        | 19.8 (67.6)        | 19.5 (67.1)        | 14.6 (58.3)        | 9.6 (49.3)         | 4.7 (40.5)         | 1.2 (34.2)         | 8.8 (47.8)         |
| 最低気温記録 °C （°F）        | −25.0 (−13)        | −25.1 (−13.2)      | −14.0 (6.8)        | −5.5 (22.1)        | 1.1 (34)           | 5.0 (41)           | 9.1 (48.4)         | 9.4 (48.9)         | 1.4 (34.5)         | −11.2 (11.8)       | −14.9 (5.2)        | −18.6 (−1.5)       | −25.1 (−13.2)      |
| 降水量 mm （inch）            | 36 (1.42)          | 41 (1.61)          | 42 (1.65)          | 37 (1.46)          | 36 (1.42)          | 43 (1.69)          | 30 (1.18)          | 48 (1.89)          | 45 (1.77)          | 38 (1.5)           | 48 (1.89)          | 51 (2.01)          | 495 (19.49)        |
| 平均月間日照時間              | 61.0               | 73.5               | 130.2              | 183.0              | 251.1              | 282.0              | 306.9              | 288.3              | 246.0              | 167.4              | 84.0               | 49.6               | 2,123              |
| 出典1：Pogoda.ru.net.         |                    |                    |                    |                    |                    |                    |                    |                    |                    |                    |                    |                    |                    |
| 出典2：Hong Kong Observatory. |                    |                    |                    |                    |                    |                    |                    |                    |                    |                    |                    |                    |                    |

## 民族・言語
ウクライナの公用語にはウクライナ語のみが認められているが、フェオドシヤではロシア語を母語とする人口が大多数を占める。そのためウクライナによる単一言語主義政策に不満を持っていた住民も少なくなかった。
ロシアによる併合後の国勢調査ではロシア語を母語とする人は80%いたのに対し、ウクライナ語を母語とする人は11%に留まった。その他はベラルーシ語、クリミア・タタール語などである。

## ゆかりのある人物
ヤルタやシンフェローポリと並んでウクライナの有名な避暑地のひとつで、画家のイヴァン・アイヴァゾフスキー、作家でウクライナ最初の近代文学の著者として知られるイヴァン・コトリャレフスキー、小説家のアレクサンドル・グリーンも居住していたことがあった。また、ウクライナを代表するオリエンテーリング選手であるオレクサンドル・クラトフはフェオドシヤ出身である。